# إليود كيبشوج
إليود كيبشوج (بالإنجليزية: Eliud Kipchoge) (مواليد 5 نوفمبر 1984) عداء مسافات طويلة كيني. مثل بلاده في الأولمبياد وحصل على الميدالية الفضية والميدالية البرونزية. فاز بالميدالية الذهبية في بطولة العالم لألعاب القوى.

## الميداليات
| الميدالية | المسابقة                                      |
| --------- | --------------------------------------------- |
| فضية      | ألعاب القوى في الألعاب الأولمبية الصيفية 2008 |
| برونزية   | ألعاب القوى في الألعاب الأولمبية الصيفية 2004 |
| ذهبية     | بطولة العالم لألعاب القوى 2003                |
| فضية      | بطولة العالم لألعاب القوى 2007                |
| برونزية   | بطولة العالم لألعاب القوى داخل الصالات 2006   |

ذهبية العاب القوي الالعاب الاولمبية 2022

## روابط خارجية
- إليود كيبشوج على موقع الاتحاد الدولي لألعاب القوى (الإنجليزية)
- إليود كيبشوج على موقع الدوري الماسي (الإنجليزية)
- إليود كيبشوج على موقع رابطة إحصائيات سباق الطريق (الإنجليزية)
- إليود كيبشوج على موقع اللجنة الأولمبية الدولية (الإنجليزية)
- إليود كيبشوج على موقع أوليمبيديا (الإنجليزية)
- إليود كيبشوج على موقع اتحاد ألعاب الكومنولث (مؤرشف) (الإنجليزية)